# میانگین صنعتی داو جونز
میانگین صنعتی داو جونز (به انگلیسی: Dow Jones Industrial Average) یک شاخص اقتصادی بازار بورس بازار بورس اوراق بهادار در ایالات متحده آمریکا است، که توسط وال استریت ژورنال، منتشر و به‌روزرسانی می‌شود. این شاخص نخستین بار در تاریخ ۲۶ مه ۱۸۹۶ توسط چارلز هنری داو؛ سردبیر وال‌استریت ژورنال و بنیانگذار شرکت داو جونز، همچنین با مشارکت ادوارد جونز؛ کارشناس آمار و نیز همکار تجاری جونز، ارائه و منتشر شد.
امروزه میانگین صنعتی داو جونز، به‌همراه شاخص‌های اس‌اندپی ۵۰۰، نزدک-۱۰۰ و راسل ۲۰۰۰، یکی از ۴ شاخص اصلی بورس در ایالات متحده محسوب می‌شود و فهرستی از سهامِ ۳۰ شرکت برترِ فعال، در بازار بورس نیویورک و نیز بورس نزدک را در بر می‌گیرد. از این فهرست جهت قیاس در معاملات و مبادلات سهام و نیز جهت ارزیابی عملکرد شرکت‌های بزرگ صنعتی نیز استفاده می‌شود و از این لحاظ با فهرست‌هایی چون فرچون ۵۰۰ و اس اند پی ۵۰۰ تفاوت دارد.تبعیض ممنوعیت دارد.

## فهرست شرکت‌ها
فهرست ۳۰ شرکت کنونی میانگین صنعتی داو جونز، تا ۳۱ اوت سال ۲۰۲۰ به‌صورت زیر است.
| شرکت                | بورس               | نشانه | صنعت                     | تاریخ اضافه شدن | توضیحات | وزن دهی شاخص(۱ سپتامبر ۲۰۲۰) |
| ------------------- | ------------------ | ----- | ------------------------ | --------------- | --- | ---------------------------- |
| تری‌ام               | بازار بورس نیویورک | MMM   | شرکت خوشه‌ای              | ۱۹۷۶-۰۸-۰۹      | نخست تحت عنوان شرکت معدن مینسوتا به این شاخص افزوده شد                                                                                          | 3.80%                        |
| آمریکن اکسپرس       | بازار بورس نیویورک | AXP   | خدمات مالی               | ۱۹۸۲-۰۸-۳۰      | | 2.35%                        |
| اپل                 | نزدک               | AAPL  | فناوری اطلاعات           | ۲۰۱۵-۰۳-۱۹      | | 2.87%                        |
| بوئینگ              | بازار بورس نیویورک | BA    | هوافضا                   | ۱۹۸۷-۰۳-۱۲      | | 4.04%                        |
| کاترپیلار           | بازار بورس نیویورک | CAT   | صنایع سنگین              | ۱۹۹۱-۰۵-۰۶      | | 3.30%                        |
| شورون               | بازار بورس نیویورک | CVX   | صنایع نفت و گاز          | ۲۰۰۸-۰۲-۱۹      | از ۱۹۳۰ تا ۱۹۹۹ تحت عنوان استاندارد اویل | 1.97%                        |
| سیسکو سیستمز        | نزدک               | CSCO  | فناوری اطلاعات           | ۲۰۰۹-۰۶-۰۸      | | 0.97%                        |
| شرکت کوکاکولا       | بازار بورس نیویورک | KO    | صنایع غذایی              | ۱۹۸۷-۰۳-۱۲      | همچنین در فاصله سالهای ۱۹۳۲ تا ۱۹۳۵ نیز در این فهرست قرار داشت                                                                                  | 1.14%                        |
| داو                 | بازار بورس نیویورک | DOW   | صنایع شیمیایی            | ۲۰۱۷-۰۹-۰۱      | نخستین بار در سال ۱۹۳۵ به‌عنوان بخشی از شرکت دوپون به این فهرست افزوده شد، همچنین بخش دیگر آن تحت عنوان شرکت داو کمیکال در این شاخص اضافه گردید. | 1.06%                        |
| سلزفورس             | بازار بورس نیویورک | CRM   | فناوری اطلاعات           | ۲۰۲۰-۰۸-۳۱      | | 6.23%                        |
| گلدمن ساکس          | بازار بورس نیویورک | GS    | خدمات مالی               | ۲۰۱۳-۰۹-۲۰      | | 4.77%                        |
| هوم دیپو            | بازار بورس نیویورک | HD    | خرده‌فروشی                | ۱۹۹۹-۱۱-۰۱      | | 6.57%                        |
| آی‌بی‌ام              | بازار بورس نیویورک | IBM   | فناوری اطلاعات           | ۱۹۷۹-۰۶-۲۹      | همچنین ۱۹۳۲-۰۵-۲۶ تا ۱۹۳۹-۰۳-۰۴ | 2.87%                        |
| اینتل               | نزدک               | INTC  | فناوری اطلاعات           | ۱۹۹۹-۱۱-۰۱      | | 1.16%                        |
| جانسون و جانسون     | بازار بورس نیویورک | JNJ   | صنایع داروسازی           | ۱۹۹۷-۰۳-۱۷      | | 3.53%                        |
| جی‌پی مورگان چیس     | بازار بورس نیویورک | JPM   | خدمات مالی               | ۱۹۹۱-۰۵-۰۶      | | 2.36%                        |
| مک‌دونالد            | بازار بورس نیویورک | MCD   | صنایع غذایی              | ۱۹۸۵-۱۰-۳۰      | | 4.93%                        |
| مرک اند کو.         | بازار بورس نیویورک | MRK   | صنایع داروسازی           | ۱۹۷۹-۰۶-۲۹      | | 1.97%                        |
| مایکروسافت          | نزدک               | MSFT  | فناوری اطلاعات           | ۱۹۹۹-۱۱-۰۱      | | 5.26%                        |
| نایکی               | بازار بورس نیویورک | NKE   | پوشاک                    | ۲۰۱۳-۰۹-۲۰      | | 2.58%                        |
| امژن                | نزدک               | AMGN  | صنایع داروسازی           | ۲۰۲۰-۰۸-۳۱      | | 5.81%                        |
| پروکتر اند گمبل     | بازار بورس نیویورک | PG    | کالای تندمصرف            | ۱۹۳۲-۰۵-۲۶      | | 3.19%                        |
| تراولرز کمپانی      | بازار بورس نیویورک | TRV   | خدمات بیمه               | ۲۰۰۹-۰۶-۰۸      | | 2.66%                        |
| یونایتدهلت گروپ     | بازار بورس نیویورک | UNH   | مراقبت مدیریت‌شده         | ۲۰۱۲-۰۹-۲۴      | | 7.22%                        |
| هانی‌ول              | بازار بورس نیویورک | HON   | شرکت خوشه‌ای              | ۲۰۲۰-۰۸-۳۱      | | 3.87%                        |
| ورایزن کامیونیکیشنز | بازار بورس نیویورک | VZ    | مخابرات                  | ۲۰۰۴-۰۴-۰۸      | | 1.36%                        |
| ویزا کارت           | بازار بورس نیویورک | V     | خدمات مالی               | ۲۰۱۳-۰۹-۲۰      | | 4.95%                        |
| وال‌مارت             | بازار بورس نیویورک | WMT   | خرده‌فروشی                | ۱۹۹۷-۰۳-۱۷      | | 3.22%                        |
| والگرینز بوتز آلینس | نزدک               | WBA   | خرده‌فروشی                | ۲۰۱۸-۰۶-۲۶      | | 0.89%                        |
| شرکت والت دیزنی     | بازار بورس نیویورک | DIS   | سخن‌پراکنی و خدمات سرگرمی | ۱۹۹۱-۰۵-۰۶      | | 3.11%                        |

## استثناها

نمودار زمانی عملکرد شاخص داوجونز از ژانویه ۲۰۰۱ تا ژوئیه ۲۰۱۱

شرکت‌هایی مانند آلفابت (شرکت مادر گوگل) و آمازون و فیسبوک، به علت در اختیار داشتن وزن بالای تراکنش‌های مالی، امکان ادغام در میانگین داوجونز را ندارند و در صورت ادغام آنها در میانگین داوجونز، وزن این شاخص، به سرعت به سمت شرکت‌های مذکور مایل می‌شود.